# Musée de l'Échevinage de Saintes
Pour les articles homonymes, voir Musée des beaux-arts.
Le musée de l'Échevinage est l'un des principaux musées de la ville de Saintes, dans le département de la Charente-Maritime, en France.
Occupant l'ancienne « Maison de l'Échevinage », siège du pouvoir communal sous l'ancien régime, le musée abrite des collections de peintures datant principalement du XIXe siècle ainsi qu'une série de porcelaines de Sèvres.
Il est le seul musée consacré aux Beaux-Arts. Le musée du Présidial est devenu un atelier de conservation et de réserves des beaux arts. Il n'est plus ouvert au public depuis octobre 2009.

## L'Échevinage
Les origines de ce bâtiment ancré au cœur du centre historique de la ville remontent au XVe siècle, époque qui voit le retour à la paix civile après les ravages de la guerre de Cent Ans, ainsi que la confirmation par le roi Louis XI de la charte communale accordée en 1199 par la duchesse Aliénor d'Aquitaine.
De ce premier édifice, seul témoigne la base octogonale du beffroi, dont les parties supérieures sont postérieures de près d'un siècle. Couronné d'un dôme à lanternon, il est achevé en 1587.
Le corps de bâtiment principal est repris au XVIIIe siècle. Il est précédé d'une cour pavée et d'un portail monumental orné d'une grille en fer forgé, formant un ensemble remarquable au cœur du centre piétonnier. Le portail, le beffroi, la façade, la toiture et la fontaine sont inscrits à l'inventaire supplémentaire des monuments historiques depuis 1939.

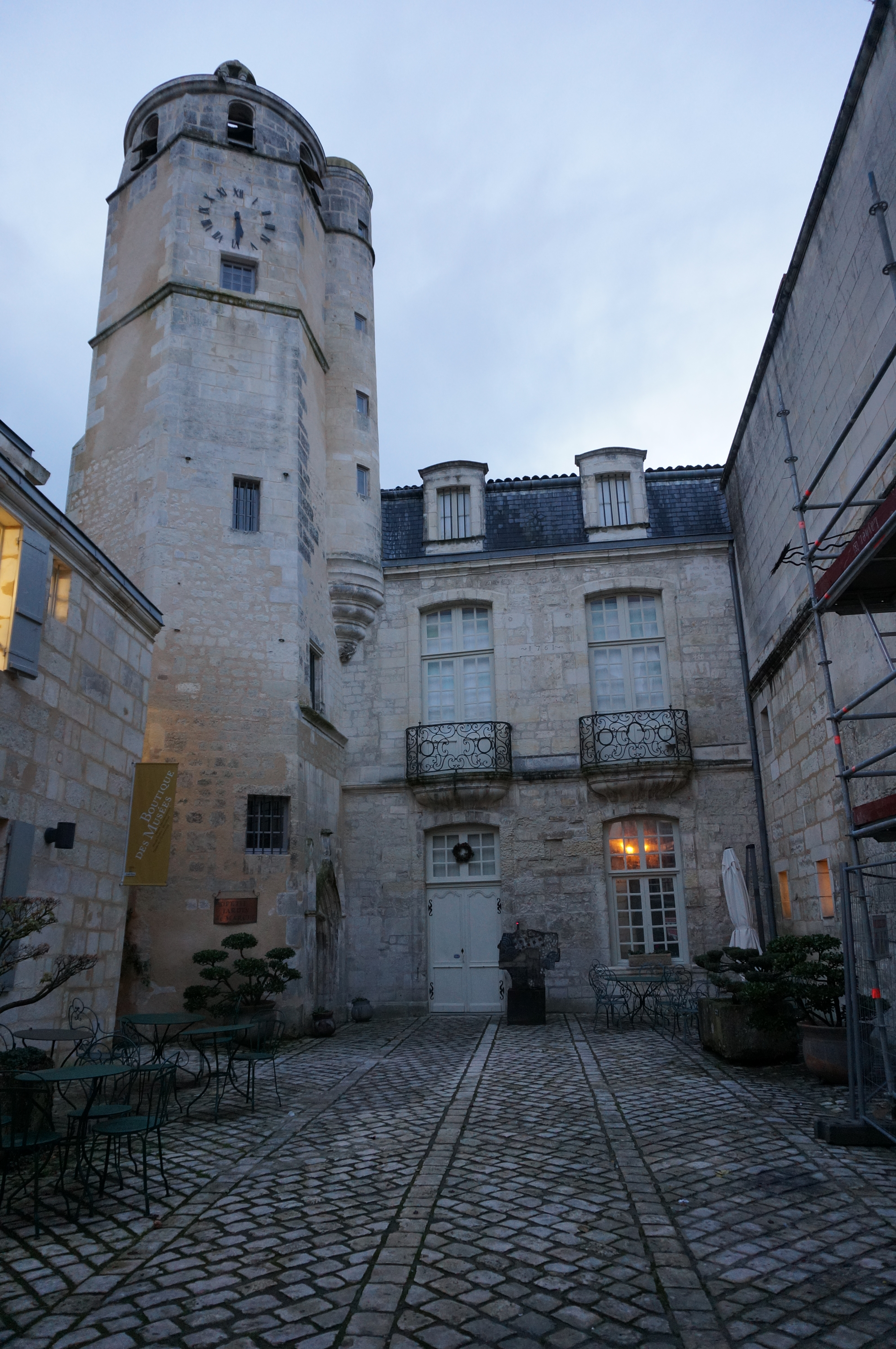
Cour de l'échevinage
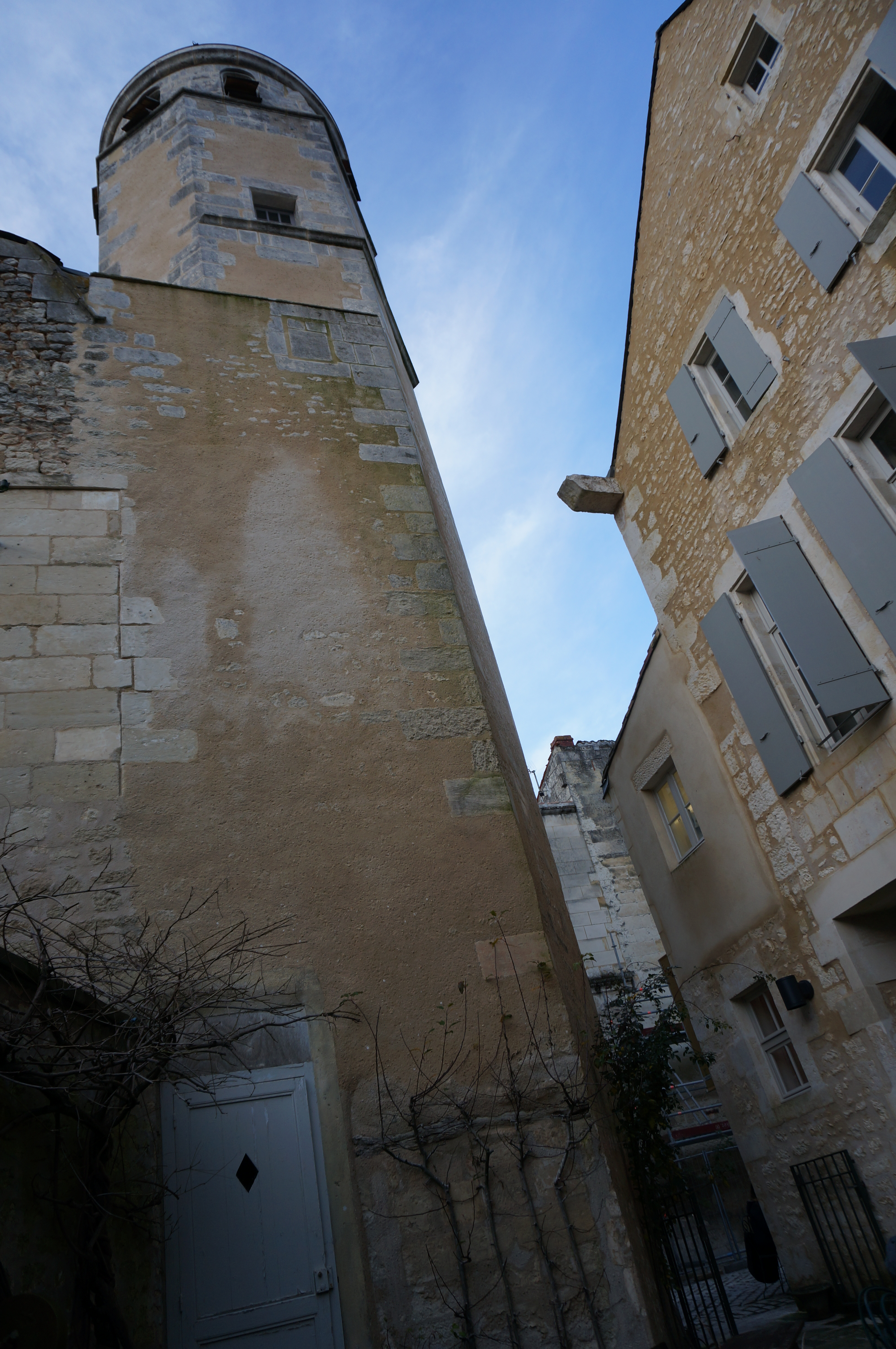
Tour horloge.

## Bref historique
Tout comme le musée du Présidial, le musée de l'Échevinage est l'héritier d'un premier musée des Beaux-Arts fondé en 1864 à la suite d'un legs du comte Louis-Nicolas Lemercier. Les collections illustrant les courants picturaux du XIXe siècle sont aménagées dans l'ancienne maison de l'Échevinage en 1978, où elles demeurent encore exposées actuellement.

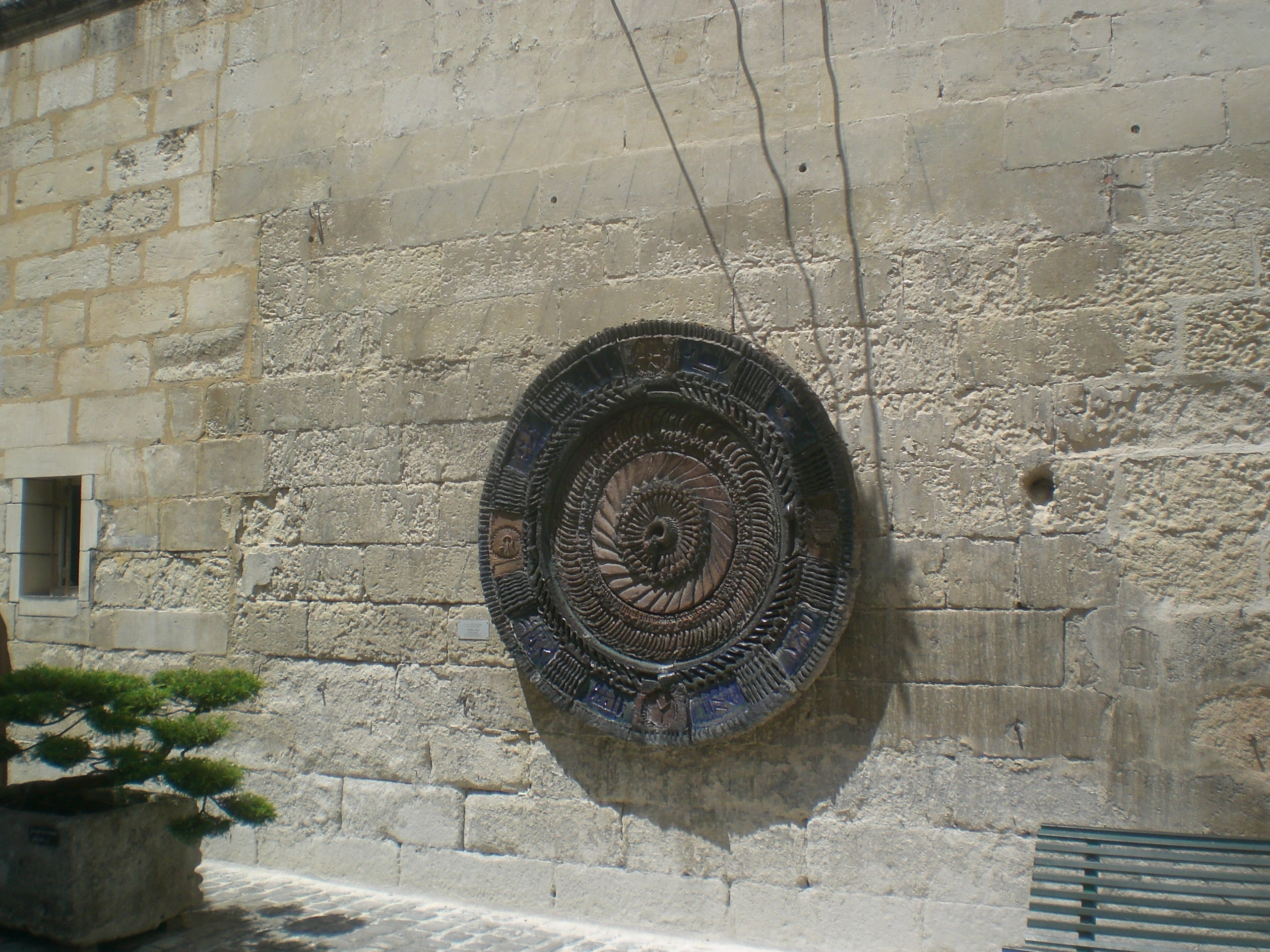
cour du musée

## Œuvres exposées
Le musée est plus particulièrement consacré aux différents courants picturaux en vogue au XIXe siècle : orientalisme, néo-classicisme, paysagisme, académisme, romantisme, régionalisme ou réalisme. Les écoles saintongeaises et bordelaises occupent une place prépondérante : le musée abrite ainsi plusieurs œuvres des peintres Louis-Augustin Auguin ou Furcy de Lavault.
Parmi les principaux tableaux exposés, citons le Marmiton portant ses rougets de Joseph Bail, Le Compliment, un jour de fête à l'école d'Henri-Jules-Jean Geoffroy, Bord de Charente près de Port Berteau de Gustave Courbet, L'enterrement d'une jeune fille à Étricourt de Georges Laugée ou encore Paysage de Saintonge de Louis-Augustin Auguin.
Une salle consacrée aux arts décoratifs présente une série de porcelaines de Sèvres.

Marmiton portant des rougets 1887 - Joseph Bail